# روحي الخالدي
محمد روحي ياسين الخالدي المقدسي  (1864 – 1913) باحث أدبي وسياسي عربي فلسطيني، ولد في القدس وتوفي بالأستانه من رواد النهضة الحديثة.

## تعليمه
تلقى علومه في كتاتيب القدس والمكتب الرشدي في نابلس والمدرسة الوطنية في طرابلس المكتب السلطاني في بيروت ثم حضر دروس في المجلس الأقصي في العلوم الشرعية واللغوية، وتعلم القانون في الآستانة. إنتقل بعدها إلى باريس ودرس العلوم السياسية وأتم دراسة فلسفة العلوم الإسلامية والآداب الشرقية والتاريخ السياسي بجامعة السوربون.

## نشاطه
كان عضواً من أعضاء مؤتمر المستشرقين الذي إنعقد في باريس 1897 وعمل مدة طويلة قنصلاً للدولة العثمانية في بوردو، كما أنه إنتُخب لدورتين عضواً متتاليتين في مجلس النواب العثماني ممثلاً عن القدس بعد إعلان دستور 1908. له كتب في الأدب والسياسة منها «أسباب الأنقلاب العثماني» و «علم تاريخ الأدب عند الإفرنج والعرب وفيكتور هوكو» و «رحلة إلى الأندلس» و «المقدمة في المسألة الشرقية».
- نبذة عن كتابه (تاريخ علم الأدب عند الإفرنج والعرب وفيكتور هوكو)
يُعد هذا المؤلف من أوائل الكتب العربية التي اهتمت بالأدب المقارن، حيث سعى من خلاله روحي الخالدي إلى البحث عن أوجه الاتفاق بين سائر الأمم، ويرى بأن الأدب لا يمكن أن يكون خاصاً لأمة دون أخرى، وإنما هو تفاعل يستفيد من خلالها كل قوم مما أنتجه الآخرون، وذلك عن طريق الترجمة أو التعايش كما حدث للأمة العربية بعد أن توسعت الفتحات الإسلامية ودخل تحت نفوذها عدد من الدول الأوربية كإسبانيا والبرتغال، وإتخذ من الشاعر الفرنسي الشهير فيكتور هوكو أنموذجاً ليقيم دراسة حول عدد من آثاره الأدبية، ويقارنها مع ما أنتجه كبار الشعراء العرب كأبي العلاء المعري، والمتنبي وغيرهم.

## مؤلفاته
- الإنقلاب العثماني وتركيا الفتاة، صدر عن مطبعة المنار بالقاهرة سنة 1326 هـ.[5]
- حسن حميد، روحي الخالدي، مجلة التراث العربي العدد 86 - أغسطس 2002. تاريخ الولوج 1-6-2009.
- علم تاريخ الأدب عند الإفرنج والعرب وفيكتور هوكو، ط4، عام 1984، سلسلة إحياء التراث الثقافي الفلسطيني.